# Dove (cráter)
Dove es un pequeño cráter de impacto que se encuentra en las escarpadas tierras altas de la parte sureste de la Luna. Se encuentra al norte del prominente cráter Pitiscus.
Se trata de un cráter muy desgastado y erosionado, con un borde que se superpone a varios cráteres pequeños. En particular, el cráter satélite Dove C presenta una rotura en su borde suroeste y el hueco une las dos formaciones. El borde meridional ha sido afectado por múltiples impactos pequeños que forman un grupo compacto de marcas que atraviesan el brocal. También se localizan varios cráteres pequeños a lo largo del borde norte. Dove tiene una pequeña plataforma interior que es relativamente llana y marcada únicamente por algunos pequeños cráteres.

## Cráteres satélite
Por convención estos elementos son identificados en los mapas lunares poniendo la letra en el lado del punto medio del cráter que está más cerca de Dove.
|      | \| Dove \| Coordenadas \| Diámetro \| \| ---- \| ----------------------------- \| -------- \| \| A \| 46°54′S 33°30′E / -46.9, 33.5 \| 13 km \| \| B \| 47°06′S 33°06′E / -47.1, 33.1 \| 19 km \| \| C \| 47°00′S 30°48′E / -47.0, 30.8 \| 19 km \| \| Z \| 44°30′S 29°12′E / -44.5, 29.2 \| 8 km \| |          |
| Dove | Coordenadas | Diámetro |
| A    | 46°54′S 33°30′E / -46.9, 33.5 | 13 km    |
| B    | 47°06′S 33°06′E / -47.1, 33.1 | 19 km    |
| C    | 47°00′S 30°48′E / -47.0, 30.8 | 19 km    |
| Z    | 44°30′S 29°12′E / -44.5, 29.2 | 8 km     |